# Karlskrona (commune)
La commune de Karlskrona est une commune du comté de Blekinge en Suède. 66 743 personnes y vivent (2023). Son siège se trouve à Karlskrona.

## Localités principales
- Drottningskär
- Fridlevstad
- Fågelmara
- Gängletorp
- Hasslö
- Holmsjö
- Jämjö
- Karlskrona
- Kättilsmåla
- Nättraby
- Nävragöl
- Rödeby
- Spjutsbygd
- Sturkö
- Torhamn
- Tving